# Comune di Brovst
Il comune di Brovst era un comune danese situato contea dello Jutland Settentrionale. Capoluogo era la cittadina omonima.
Con la riforma amministrativa entrata in vigore il 1º gennaio del 2007 il comune è stato soppresso. Il territorio comunale è stato accorpato ai comuni di Aabybro, Fjerritslev e Pandrup per dare luogo al neo-costituito comune di Jammerbugt.
Il comune aveva una popolazione di 8 340 abitanti (2005) e una superficie di 223 km².